# フランシス・ロイセール

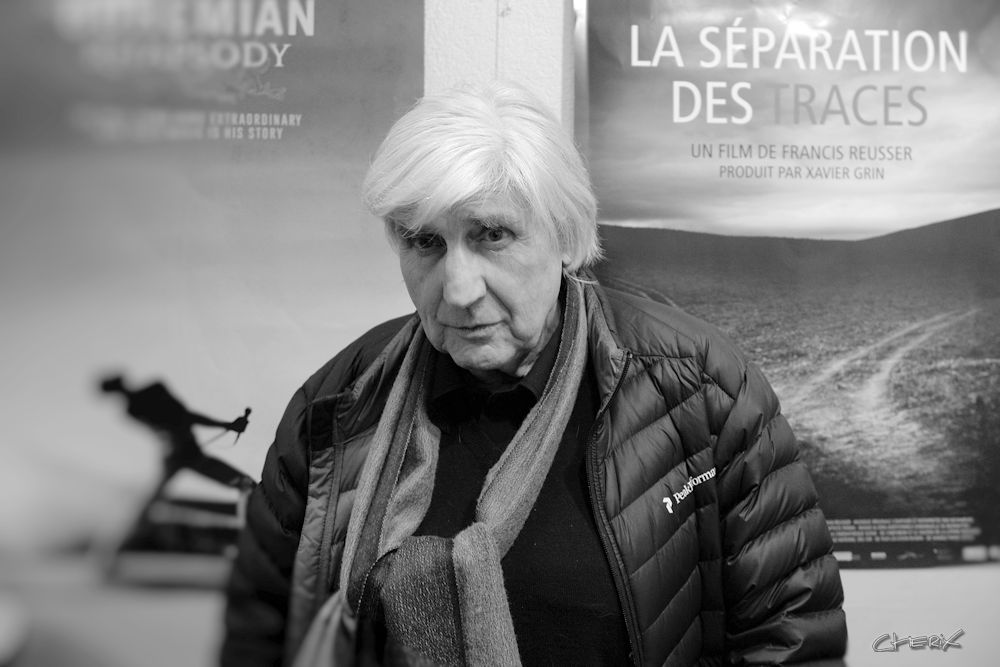
フランシス・ロイセール

フランシス・ロイセール（Francis Reusser、1942年1月1日 ヴヴェ - 2020年4月10日）は、スイスの写真家、映画監督である。

## 来歴・人物
1942年1月1日、スイス・ヴォー州ヴヴェに生まれる。ヴヴェ写真学校（École supérieure d'arts appliqués de Vevey）に学ぶ。同時期に同い年でのちの映画監督イヴ・イェルサンが在学していた。
卒業後、テレヴィジオン・スイス・ロマンド（TSR）でテレビ番組の製作にたずさわる。当時同社には、のちに製作会社「グループ5」を設立する「ヌーヴォー・シネマ・スイス」の中心人物である、アラン・タネールやクロード・ゴレッタ、ミシェル・ステーらが演出部にぞろぞろといた。ロイセールは、その後もマガジン番組（magazine、レポート番組、インタビュー番組）も多く演出している。
1968年、26歳のとき、イヴ・イェルサンら新人ばかり4人の監督によるオムニバス映画『Quatre d'entre elles』に参加、その一篇『22 ans - Patricia』で映画監督となる。主演はパトリシア・モラーズ。また、ジャック・サンドス監督の一篇『31 ans - Erika』にロイセールは出演している。
つづいて1969年、劇映画『Vive la mort』で長編映画の監督としてデビュー。前作のオムニバスの一篇に主演した女優パトリシア・モラーズと共同で脚本を書いた。撮影監督は新人のレナート・ベルタを抜擢。同年ベルタは、アラン・タネール監督の長篇デビュー作『どうなってもシャルル』の撮影監督をつとめるが、ロイセールは同作に重要な役で俳優として出演する。
1975年、ジュネーヴのジュネーヴ高等視覚芸術学校（ESAV、École Supérieure de l'Art Visuel、現ESBA）にフランソワ・アルベラ（現ローザンヌ大学映画史映画美学科教授）とともに、音響視覚学科を設立した。同年、その新学科に入学するのが、のちのジャン＝リュック・ゴダールの音響を支えることとなる録音技師、フランソワ・ミュジーであった。
1976年、長篇第2作『Le Grand soir』を撮り、ロカルノ国際映画祭でグランプリにあたる金豹賞を受賞。本作の録音にはそれまで助手であったリュック・イェルサンを抜擢する。ベルタが撮影監督をつとめたダニエル・シュミット監督の『ラ・パロマ』（1974年）や、フレディ・ムーラー監督の『われら山人』（1975年）などドイツ語圏での他流試合の実績を買ってのことである。同年、ロイセールはタネール監督の『ジョナスは2000年に25才になる』に出演した。
2作目の成功したがしばらく間があって、1980年に前作に主演したニエル・アレストラップを主演に『Seuls』を撮ることになる。同作の撮影ベルタ、録音イェルサンは、前年の1979年にフランスのグルノーブルからおなじレマン湖畔の小村ロールに移住してきたばかりのゴダール監督による、商業映画復帰第1作『勝手に逃げろ/人生』の現場から帰ってきたところだった。その後次の長編映画『パッション』（1982年）を撮ろうとしているゴダールに、ロイセールは学校の教え子ミュジーを推薦、これが25歳のミュジーにとっての録音技師デビューとなる。
1970年代の映画界を彩る「ヌーヴォー・シネマ・スイス」の一角にいるロイセールは、1999年、ピエール・エテックスやルイス・ブニュエルを支えた脚本家ジャン＝クロード・カリエールとコラボレートした『La Guerre dans le Haut Pays』を始め、現在ももちろん新作を発表し続けている。にもかかわらず、現時点で、日本では1作たりとも商業公開されていない。公開が待たれる作家である。

## フィルモグラフィー
- Quatre d'entre elles　オムニバス　1968年　
参加監督クロード・シャンピオン、フランシス・ロイセール、ジャック・サンドス、イヴ・イェルサン
  - 22 ans - Patricia　監督　主演パトリシア・モラーズ
  - 31 ans - Erika　出演　監督ジャック・サンドス
- Vive la mort　1969年　監督・脚本・編集　共同脚本パトリシア・モラーズ、撮影レナート・ベルタ、音楽パトリック・モラーツ　※長篇デビュー作
- どうなってもシャルル Charles mort ou vif (Charles, Dead or Alive)　1969年　出演　
監督・脚本・製作アラン・タネール、撮影レナート・ベルタ、録音助手リュック・イェルサン
- Le Grand soir　1976年　監督　撮影レナート・ベルタ、録音リュック・イェルサン、出演ニエル・アレストラップ　製作アルトコ＝フィルム　※ロカルノ国際映画祭金豹賞受賞
- ジョナスは2000年に25才になる Jonas qui aura 25 ans en l'an 2000　1976年　出演　
監督アラン・タネール
- Seuls　1980年　監督　撮影レナート・ベルタ、録音リュック・イェルサン、出演ニエル・アレストラップ、クリスティーヌ・ボワソン、マイケル・ロンズデール、ビュル・オジェ　製作アルトコ＝フィルム
- Derborence　1985年　監督・編集　製作テレヴィジオン・スイス・ロマンド（TSR）ほか
- La Loi sauvage　1988年　監督　出演ミシェル・コンスタンタン、リュカ・ベルヴォー、エレーヌ・ラピオヴァル、ロラン・アムシュトゥッツ、エマニュエル・マシュエル　製作MK2ディフュージョン
- Visages suisses　ドキュメンタリー　1991年　監督
- Jacques & Françoise　1991年　監督・脚本　録音フランソワ・ミュジー、出演ジュヌビエーヴ・パスキエ、ロラン・アムシュトゥッツ
- La Guerre dans le Haut Pays　1999年　監督・脚本　共同脚本ジャン＝クロード・カリエール、撮影クリストフ・ボーカルヌ、録音フランソワ・ミュジー、出演マリオン・コティヤール、ヤン・トレグエ、フランソワ・マルトゥレ　製作CABプロデュクションほか
- Les Vacances de Romaine　テレビ映画　1999年　監督　テレヴィジオン・スイス・ロマンド（TSR）
- Histoires de fête　オムニバステレビ映画　2000年　
参加監督ジャン＝フランソワ・アミゲ、ナディア・ファレス、ピエール・マニャン、フランシス・ロイセール、レイモン・ヴイヤモス
製作CABプロデュクション、アルテ、テレヴィジオン・スイス・ロマンド（TSR）
  - La fille à la caméra　監督
- Voltaire et L'Affaire Calas　テレビ映画　2007年　監督　出演クロード・リッシュ、バルバラ・シュルツ

## 註
1. ↑  “Le cinéaste Francis Reusser est décédé” (フランス語). Tribune de Genéve. (2020年4月11日) 2020年4月14日閲覧。
2. ↑  フランソワ・ミュジー インタヴューの記述より。